# Іво Круусамягі
Іво Круусамягі (ест. Ivo Kruusamägi; нар. 16 жовтня 1988) — естонський вікіпедист і фотограф, популяризатор науки. Голова правління Wikimedia Eesti.

## Біографія

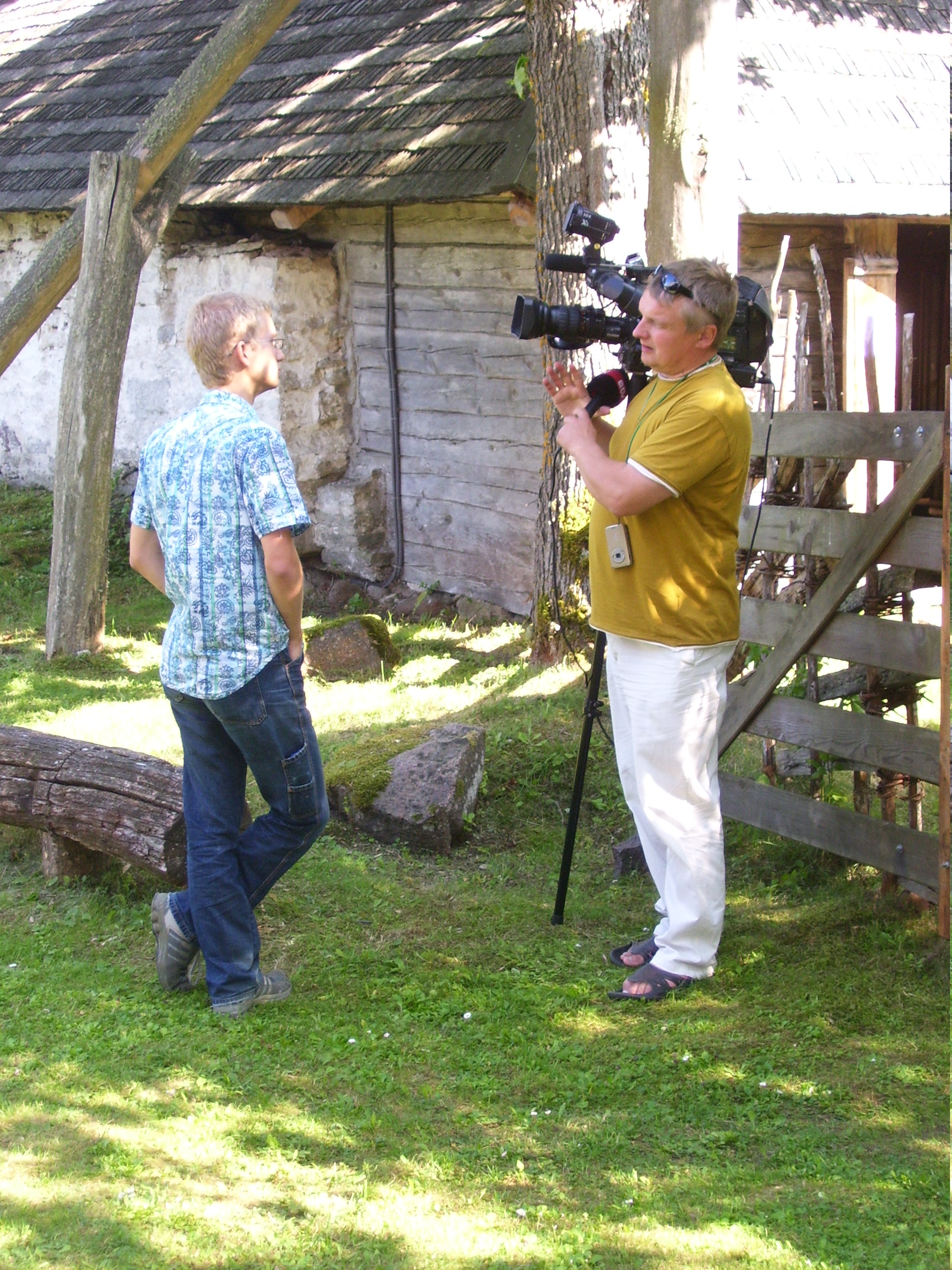
Іво Круусамягі дає інтерв’ю в 2009 році. Перші літні дні вікіпедистів пройшли у селі Вікі на Сааремаа

Виріс у Косе, де навчався в гімназії Косе  з 1996 по 2008 рік і в художній школі Косе з 2001 по 2008 рік. Паралельно Круусамягі успішно брав участь у предметних олімпіадах  і був випускником першого зльоту школи мистецтв Косе.
З 2006 року активно працює у Вікіпедії, де з 2008 року є адміністратором Вікіпедії естонською мовою та адміністратором Вікіпедії мовою виро з 2020 року.
У 2008 році він почав вивчати генну інженерію в Тартуському університеті, тим часом закінчивши військову службу. У 2012 році продовжив навчання в магістратурі за тим же напрямком, де його науковим керівником був Агу Лайск.
У 2009 році організував перше офіційне змагання зі спідкубу в Естонії. З 2011 по 2022 рік також був делегатом World Cube Association в Естонії. Серед них він був делегатом на перших латвійських змаганнях у 2012 році та на перших литовських змаганнях у 2013 році. Загалом він був організатором та/або делегатом понад 30 змагань зі швидкісного кубика в Естонії.
У 2010 році заснував громадську організацію Wikimedia Eesti і був членом її ради з 2010 по 2012 рік. Також працював там менеджером проектів.   З 2021 року знову входить до правління організації.
Влітку 2010 року організував кампанію HELP,  яка була однією з перших колекцій зображень такого роду в усьому русі Вікімедіа. У співпраці з журналом Eesti Loodus це також відбувалося в наступні роки.  Десята і остання акція HELP відбулася восени 2019 року. У зв'язку з цим в Eesti Loodus опубліковано кілька статей про колекцію зображень Вікіпедії.
Також організовував інші фотоконкурси та конкурси статей. Одним із найтриваліших з них є Естонський науковий фотоконкурс, який він започаткував у 2011 році. У 2015 році він розширив його до Європейського наукового фотоконкурсу, а у 2017 році до глобального Wiki Science Competition.  За це він також отримав визнання у сфері популяризації науки.
Іво Круусамягі також був членом журі фотоконкурсів, таких як конкурси Wiki Loves Monuments і Wiki Loves Earth , а також фотоконкурси природи Естонії. Також був членом журі численних конкурсів статей у Вікіпедії.
Брав участь в освітній програмі Вікіпедії в Естонії.  Серед них він викладав предмет під назвою Вікіпедія в Тартуському університеті, презентував цю діяльність на конференціях і брав участь у подібних заходах в інших університетах та навчальних закладах.
У 2017 році брав участь у реалізації проекту Тартуського університету та Wikimedia Eesti Miljon+, метою якого було прискорити розвиток естономовної Вікіпедії. Того ж року організував першу віртуальну виставку в естонськомовній Вікіпедії.
З 2015 року є членом Товариства студентів Естонії. 
Написав понад тисячу вікі-статей і займався фотодокументалізацією, фотографував для Вікіпедії.

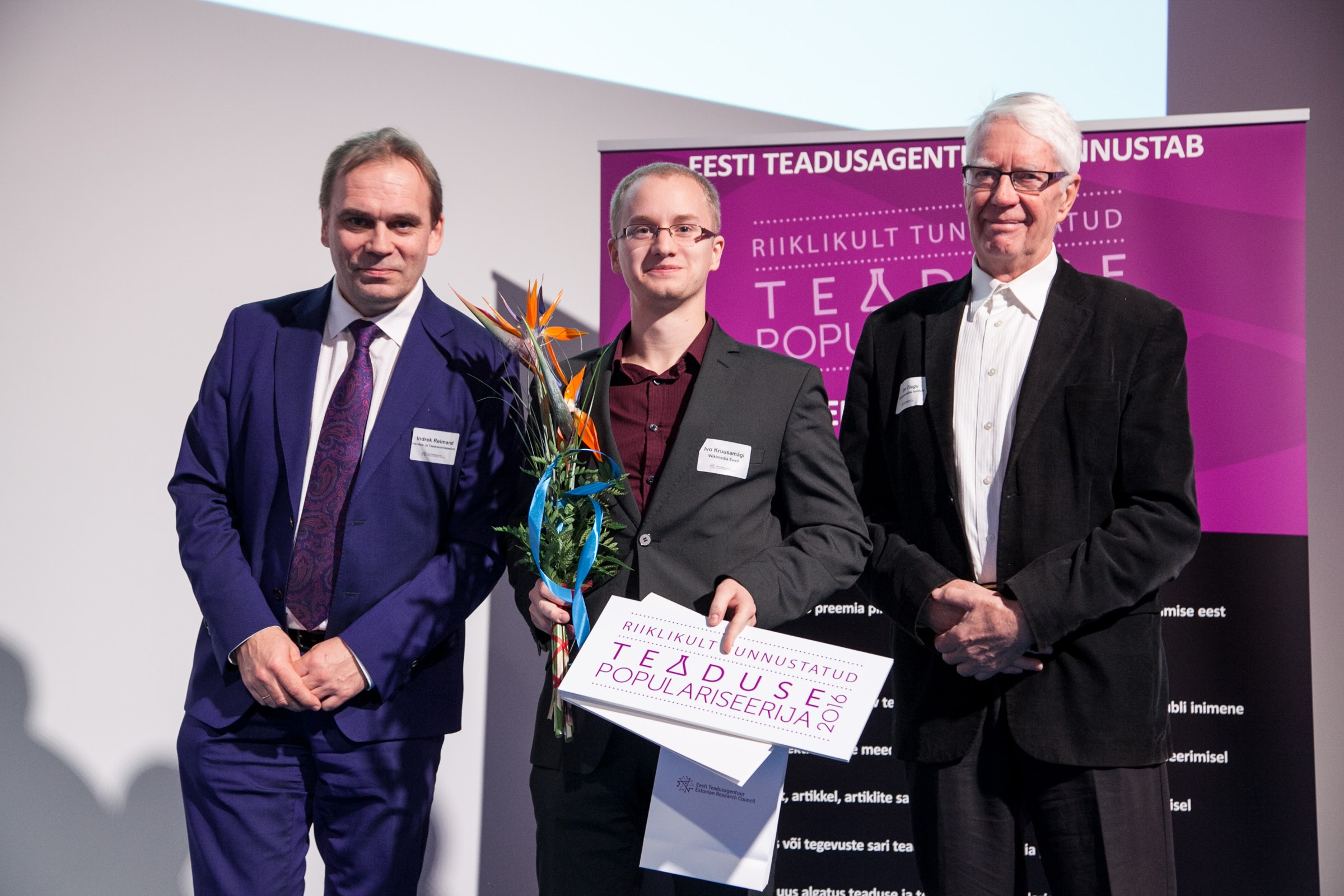
Іво Круусамягі приймає нагороду за популяризацію науки на конференції з наукової комунікації 2016 року

## Нагороди
- 2016 — Wiki Loves Monuments, 15-е місце у світі [38]
- 2016 – Естонська нагорода за популяризацію науки, II премія в категорії «Популяризація науки і техніки за допомогою аудіовізуальних та електронних медіа» [39]
- 2019 – Естонська нагорода за популяризацію науки, II премія в номінації «Кращий вчений, журналіст, викладач тощо, що популяризує науку і техніку» [39]